# Hassan Rhouila
Hassan Rhouila (en arabe : حسن غويلة), né le 3 mai 1958 à Kénitra (Maroc), est un ancien joueur de futsal devenu entraîneur.

## Biographie

### Carrière en tant que joueur

#### Jeunesse et débuts sportifs
Hassan Rhouila naît à Kénitra, au Maroc, au sein d'une famille nombreuse de dix enfants. Il commence le sport dès son plus jeune âge dans les quartiers de La Ville Haute. Il s'initie au football dans les rues de la ville, jouant au « Qwidsat », une variante de jeu de ballon goal à goal où les buts sont improvisés à l'aide de bouches d'égout. Ces matchs se déroulent sur des petits espaces, favorisant le développement de sa technique et de son agilité[réf. nécessaire].
Rhouila grandit dans un environnement marqué par une forte présence de talents footballistiques autour du club phare de la ville, le Kénitra Athletic Club (KAC). En parallèle, il pratique la gymnastique pendant son enfance et son adolescence, participant aux championnats du Maroc junior et cadet de gymnastique. Bien que passionné par cette discipline, il suit les conseils de son père et décide de se concentrer sur le football[réf. nécessaire].

#### Transition vers le football
Dans les années 1970, en l'absence de préparateurs physiques et de programmes de stretching, Hassan Rhouila intègre ses compétences acquises en gymnastique pour améliorer ses performances footballistiques. Après avoir rejoint les juniors du Kénitra Athletic Club, il subit une grave blessure au bras lors d'un match de barrage, l'éloignant des terrains pendant une longue période[réf. nécessaire].
Lors de son retour, il joue pour le club amateur du Souk El Arbaa du Gharb, situé loin de sa maison. Malgré la distance, il continue ses études et finit par revenir au KAC, tout en poursuivant la gymnastique. Parallèlement, il suit une formation de professeur d'éducation physique et obtient un diplôme du Centre Pédagogique Régional à Fès.

#### Débuts dans le futsal
Dans les années 1980, Hassan Rhouila découvre le futsal dans son quartier de La Ville Haute. Il participe à ses premiers tournois de Ramadan et aux premiers championnats locaux. Son premier club est l'Ajax Kénitra, l'un des rares clubs structurés de l'époque, qui se distingue par ses voyages à l'étranger et ses matchs couverts par la chaîne nationale 2M.
En 1986, il obtient un diplôme en tant que professeur d'éducation physique et sportive. Trois ans plus tard, en 1989, il joue ses premiers matchs avec les seniors de l'Ajax Kénitra, un club historique considéré comme le premier club africain et arabe dans le domaine du futsal. Sous la direction de Mohamed Hamzaoui, portant le brassard de capitaine, il joue aux côtés de figures comme Brahim Louriki et Houssain Boukadem. Pendant cinq années consécutives, l'équipe remporte le tournoi international de Bonn en Allemagne.

#### Exploits internationaux
Au début de 1994, Hassan Rhouila participe à un tournoi international à Montréal, au Canada, affrontant des équipes comme Haïti et le Salvador. L'équipe marocaine remporte finalement ce tournoi. Plus tard, en novembre 1994, il représente le Maroc à la Coupe du monde FIFUSA en Argentine avec l'Ajax Kénitra.
L'année suivante, en 1995, il prend part au tournoi international de Francfort-sur-le-Main, que les Marocains remportent également.

### Carrière en tant qu'entraîneur

#### Entraîneur et sélectionneur à l'Ajax Kenitra
Peu après le tournoi de Francfort-sur-le-Main, Hassan Rhouila se convertit en tant qu'entraîneur, restant fidèle à son club de cœur, l'Ajax Kénitra. Il succède à Mohamed Hamzaoui et Abdallah Sellami, poursuivant ainsi l'héritage du club. Quelques semaines plus tard, il est finaliste lors de la première participation du Maroc au Championnat d'Europe masculin de la FEF qui a lieu au Maroc, derrière la Slovaquie. En 1996, il dirige l'équipe lors d'un tournoi international en France, suivi d'un autre tournoi à San Fernando de Henares, en Espagne, et à Prague, en Tchéquie. Il résulte ainsi trois sacres internationaux.
Quelques mois plus tard, le 17 mai 1997, il atteint la finale du tournoi international de Valence. À cette époque, les voyages vers l'Europe ne se font pas uniquement en avion, mais également en camionnettes ou en plusieurs voitures. Lors du tournoi Challenge 6 Nations à Bruxelles, l'équipe marocaine arrive en retard mais parvient tout de même à prendre part à la compétition, affrontant notamment la République tchèque et la Belgique. Face à cette dernière, le Maroc réalise une remontée spectaculaire en deuxième mi-temps. Cependant, la finale est perdue contre le Portugal, marquant un jalon important dans la carrière de Hassan Rhouila.
Plus tard la même année, il participe au Tournoi Euro-Africa à Lisbonne, où l'Ajax Kénitra représente le continent africain sous l'égide de la Fédération internationale de futsal (FIFUSA). Le club termine troisième de ce tournoi.
Déjà considéré comme un entraîneur de renom pour diriger le seul club africain de futsal actif sur la scène européenne, Hassan Rhouila suit en 1998 des formations supplémentaires d'entraîneur. Sous la houlette du Néerlandais Victor Hermans, il devient le premier entraîneur arabe et africain à obtenir le diplôme le plus élevé en futsal, décerné par la Fédération Internationale B-UEFA en Finlande. Il bénéficie également des conseils de son ancien entraîneur à l'Ajax, Mohamed Hamzaoui, ainsi que de Javier Lozano Cid et Mićo Martić.
Durant la même année, Hassan Rhouila joue un rôle clé en portant le Maroc pour la première fois sous l'égide de la Fédération internationale de football association (FIFA), lors de la Coupe arabe des nations en Égypte. Cependant, la compétition est marquée par une grande polémique liée à des affaires de corruption. Un chronomètre mis en pause durant la finale contre le pays hôte suscite de vives contestations, le Maroc s'inclinant sur le score de 8-4. Quelques mois plus tard, le Maroc remporte le tournoi international de Abou Dabi en 1999.
Alors que la Fédération royale marocaine de football (FRMF) décide de créer une équipe nationale officielle sous l'égide de la FIFA en 2000, c'est Mohamed Benabdelouahab qui en prend les rênes. Pendant ce temps, Rhouila continue à entraîner l'Ajax Kénitra.
En 2002, Hassan Rhouila diversifie son implication dans le futsal en prenant la direction de la section féminine de l'Ajax Kénitra. Sous sa direction, l'équipe remporte le premier titre national féminin dans cette discipline au Maroc. Ce succès, notamment lors des Jeux scolaires organisés à Laâyoune dans un format de jeu à sept, motive Rhouila à développer le futsal féminin au Maroc.
Entre 2002 et 2003, après plus d'une décennie passée à l'Ajax Kénitra, Hassan Rhouila quitte le club pour rejoindre l'Ajax Tanger en tant qu'entraîneur, pour prendre de nouveau part à un tournoi scolaire. Ce changement marque une nouvelle étape dans sa carrière, toujours guidée par son engagement pour le développement du futsal au Maroc.

#### Sélectionneur du Maroc
En 2004, Hassan Rhouila prend les rênes de l'équipe nationale marocaine, succédant à Mohamed Benabdelouahab. Cette période est marquée par des conditions difficiles pour la sélection marocaine de futsal, notamment des problèmes financiers et un manque d'équipements. L'équipe dispute deux matchs contre l'Égypte, dont un match aller à l'extérieur perdu sur le score de 7-0. Pour le match retour, prévu à Rabat, l'équipe est renforcée par Abdelilah Benaim, ainsi que par Kamal Cherradi et Hamid Berrada. Malgré ces efforts, les difficultés organisationnelles persistent, et à l'issue des rencontres, Mohamed Benabdelouahab reprend ses fonctions d'entraîneur.
En 2008, Hassan Rhouila revient à la tête de l'équipe nationale pour la Coupe d'Afrique des nations (CAN) en Libye. Durant cette compétition, le Maroc débute par une victoire écrasante contre la Tunisie sur le score de 5-0. Cependant, lors du match suivant, l'équipe subit une défaite face à la Libye, 4-1. Le Maroc se ressaisit en remportant une victoire serrée face au Nigeria, 2-1, avant de conclure par un large succès contre le Cameroun, 8-1.
En demi-finales, le Maroc affronte l'Égypte mais s'incline sur le score de 4-1. L'équipe dispute ensuite le match pour la troisième place contre le Mozambique, qu'elle remporte avec un score de 3-1, obtenant ainsi la médaille de bronze.
Seuls les deux finalistes de la CAN 2008 se qualifient pour la Coupe du monde de futsal FIFA au Brésil. Ce sont l'Égypte et la Libye qui remportent leur ticket pour cette compétition internationale.

#### Carrière dans les pays du Golfe
En 2005, Hassan Rhouila devient entraîneur de l'équipe de futsal d'Al Rayyan, au Qatar, avec Adil Sayeh comme entraîneur adjoint. Il mène le club à la victoire lors du tout premier championnat qatari de futsal, instauré pour la saison 2006-2007.
Rhouila joue un rôle décisif dans le développement du futsal au Qatar. Sous sa direction, Al Rayyan remporte plusieurs titres majeurs, notamment trois Championnats du Qatar (2007, 2010 et 2011), une Coupe du Qatar en 2009, et une Supercoupe du Qatar en 2011. En 2011, il atteint également la finale de la Coupe du Qatar.
Au-delà des résultats, Rhouila se distingue par son approche novatrice, intégrant des joueurs internationaux venant du Brésil, de l'Iran, de la Croatie et des Pays-Bas, tout en donnant une place essentielle aux talents locaux qataris. Il met l'accent sur leur progression et leur responsabilisation, ce qui contribue à la croissance de la discipline dans le pays.
En 2011, Hassan Rhouila prend brièvement les rênes du club Al Arabi SC. Sous sa direction, l'équipe remporte le prestigieux Tournoi international de Ramadan.
Son passage au Qatar est marqué par sa capacité à concevoir des stratégies adaptées aux particularités de son effectif. Il affronte des équipes dirigées par des entraîneurs d'expérience venus du Portugal et du Brésil, tout en consolidant la place d'Al Rayyan parmi les meilleures équipes de futsal en Asie.
Lors de la saison 2011-2012, il entraîne le Club El Arabi au Koweït. Il fait également un passage à Lekhwiya en 2012, avec lequel il remporte le tournoi international de la police en juin.

#### Retour au Maroc: clubs et équipe nationale
De retour au Maroc en 2012, Hassan Rhouila prend les rênes de la section futsal du Raja Club Athletic. Lors de sa première saison, il parvient à faire monter le club en Futsal D1, disputant ainsi la saison 2013-2014 en Futsal D1. En fin de saison, il rejoint le département d'entraînement futsal de la Fédération royale marocaine de football avant de revenir sur les bancs des clubs. Il entraîne le Sebou Kénitra lors de la saison 2015-2016, puis l'Ajax Kénitra en 2017-2018.
En 2019, Hassan Rhouila relance l'intérêt pour le futsal féminin au Maroc. Bien que l'Ajax Kénitra possédait déjà une section féminine, il développe un projet spécifique en collaboration avec des figures comme Rachid Taoussi et Fathi Jamal, responsable de la formation. Cependant, à cette époque, aucun championnat ni tournoi féminin n'était actif dans le futsal marocain, contrairement à d'autres pays africains comme l'Afrique du Sud, l'Angola ou le Mozambique.
En 2021, Hassan Rhouila est officiellement nommé sélectionneur national de l'équipe féminine de futsal du Maroc. Dans ce rôle, il effectue plusieurs déplacements pour repérer et détecter des talents à travers le pays. Les rassemblements se déroulent principalement au Complexe Mohammed VI de football, un lieu phare pour le développement du football marocain.
En 2023, son contrat avec la Fédération Royale Marocaine de Football prend fin,. En février de la même année, Hassan Rhouila subit une opération cardiaque, marquant une étape importante dans sa vie personnelle et professionnelle.

## Palmarès

### En tant que joueur
| Ajax Kenitra (7) |
| --- |
| - Tournoi international de Francfort (1) : - Vainqueur : 1995 - Tournoi international de Bonn (5) : - Vainqueur : 1990, 1991, 1992, 1993, 1994 - Tournoi international de Montréal (1) : - Vainqueur : 1994. |

### En tant qu'entraîneur

#### En club
| Ajax Kenitra (5) | Ajax Tanger (1)                                 | Al-Rayyan (5) | Al Arabi (1)                                                 | Lekhwiya (1)                                                |
| --- | ----------------------------------------------- | --- | ------------------------------------------------------------ | ----------------------------------------------------------- |
| - Tournoi international de France (1) : - Vainqueur : 1996. - Tournoi international de San Fernando de Henares (1) : - Vainqueur : 1996. - Tournoi international de Prague (1) : - Vainqueur : 1996. - Tournoi international de Valence : - Vice-champion : 1997. - Tournoi des six nations de Bruxelles (FIFUSA) : - Vice-champion' : 1997. - Tournoi Euro-Africa des nations de Lisbonne (FIFUSA) : - Troisième : 1997. - Tournoi international de Bruxelles (1) : - Vainqueur : 1998. - Tournoi international de Abou Dhabi (1) : - Vainqueur : 1999. | - Championnat du Maroc (1) : - Champion : 2003. | - Championnat du Qatar (3) : - Champion : 2007, 2010 et 2010 - Vice-champion : 2009. - Coupe du Qatar (1) : - Vainqueur : 2009. - Finaliste : 2011. - Supercoupe du Qatar (1) : - Vainqueur : 2011. | - Tournoi de Ramadan international (1) : - Vainqueur : 2011. | - Tournoi international de police (1) : - Vainqueur : 2012. |

### En sélection
| Équipe du Maroc |
| --- |
| - Coupe d'Afrique des nations - Troisième : 2008. - Coupe arabe des nations - Finaliste : 1998. - Championnat d'Europe de la FEF - Finaliste : 1995. |

## Extra-sportif
En dehors du futsal, Hassan Rhouila a également été impliqué dans la vie politique locale. En 2019, il rejoint le Parti de la justice et du développement (PJD), où il exerce la fonction de coordinateur local à Kénitra. Toutefois, en raison de divergences internes au sein du parti, il décide de présenter sa démission. Il explique que cette décision est le résultat de désaccords concernant l’organisation locale et régionale du parti.
Rhouila souligne qu’après avoir œuvré pour renforcer la présence du PJD à Kénitra, il a été surpris par l'exclusion de certaines figures locales et l'absence de consultation dans des décisions cruciales, ce qui l’a poussé à quitter ses fonctions.

## Vie privée
Il est le père d'Adam Rhouila, joueur professionnel de futsal.